# Qom
Provincie Qom (lze se setkat i s jinou transkripcí do češtiny: Kom, Kum; persky استان قم‎) je jednou ze 31 íránských provincií s rozlohou 11 526 km². Je tedy nejmenší íránskou provincií. Hlavním městem je Qom. Provincie je tvořena třemi kraji, devíti venkovskými okresy a 256 obcemi. V provincii v roce 2016 žilo přibližně 1,29 mil. obyvatel.

## Podnebí
Podnebí v provincii Qom je suché s minimem srážek. Horká suchá léta střídají chladné zimy.

## Hospodářství
Hospodářství je orientováno na zemědělskou produkci, chov hospodářských zvířat a v poslední době[kdy?] i průmysl.